# Tanggoge állomás
Tanggoge (Danggogae) állomás a szöuli metró 4-es vonalának állomása, mely Novon-ku (Nowon-gu) kerületben található.

## Viszonylatok
| 4-es vonal | 4-es vonal                | 4-es vonal                                     |
| ---------- | ------------------------- | ---------------------------------------------- |
| végállomás | személy- és expresszvonat | Szanggje (Sanggye) Anszan (Ansan) és Oido felé |